# تپه سرگاه ۲
تپه سرگاه ۲ مربوط به دوران‌های تاریخی پس از اسلام است و در شهرستان مهر، بخش گله دار، روستای سرگاه واقع شده و این اثر در تاریخ ۱۱ شهریور ۱۳۸۲ با شمارهٔ ثبت ۹۸۱۵ به‌عنوان یکی از آثار ملی ایران به ثبت رسیده است.